# Die Zauberer an Bord mit Hannah Montana
Die Zauberer an Bord mit Hannah Montana (Wizards on Deck with Hannah Montana) ist ein aus drei TV-Episoden bestehendes Crossover-Event zwischen den drei Disneyserien Die Zauberer vom Waverly Place, Zack & Cody an Bord und Hannah Montana.
Das Crossover wurde am 17. Juli 2009 im amerikanischen Disney Channel ausgestrahlt und von 9,3 Millionen Zuschauern verfolgt. Die deutsche Premiere des Episoden-Trios fand am 4. September 2009 statt. Am 21. Januar 2010 zeigte Super RTL die erste von den drei TV-Episoden des Crossovers. Am 28. April 2010 strahlte auch Super RTL alle beteiligten Folgen nacheinander aus.
Die DVD ist seit dem 22. September 2009 in den USA erhältlich.
Seit Erscheinen der drei Jugend-Sitcoms beim zahlpflichtigen SVoD-Dienst Disney+ sind die einzelnen Episoden, über die Titel der Serien, denen sie jeweils angehören, auf dem VoD-Dienst auffindbar. Eine virtuelle Sammlung (Playliste), welche ein nahezu nahtloses Betrachten aller betreffenden Folgen auf einfacherem Weg ermöglicht, fehlt allerdings bisher.

## Handlung

### Teil 1: „Zu Gast auf der S.S. Tipton“
Episode 25 der zweiten Staffel Die Zauberer vom Waverly Place
Justin ist begeistert darüber London Tipton zu treffen, da er eine Reise an Bord der S.S. Tipton gewonnen hat. Alex und Max gehen mit an Bord und Alex nimmt durch Magie auch Harper mit. Während Justin sich als Doktor ausgibt, um mit London zu gehen, fordern sich Max und Zack in vielen Wettkämpfen heraus und Alex, die an Bord zur Schule gehen soll, lässt sich von Harper vertreten und spielt mit Bailey um Hannah-Montana-Tickets.

### Teil 2: „Das Treffen der Superstars“
Episode 21 der ersten Staffel Zack & Cody an Bord
Hannah Montana geht an Bord der S.S. Tipton; sie ist unterwegs zu einem ihrer Konzerte auf Hawaii. Als Bailey Cody sagt, dass sie ein Hannah-Montana-Fan ist, versucht er Tickets von ihr zu bekommen, da die beiden sich kennen. Aber Hannah kann sich nicht mehr erinnern. Zack hat inzwischen ein Auge auf Alex gerichtet und Max beeindruckt London mit der magischen Tasche, mit der Harper transportiert wurde. Alex spielt Justin in der Zwischenzeit einen Streich, doch Mr. Moseby denkt, dass Zack es war. Nachdem Cody eine Torte ins Gesicht fällt, erinnert sich Hannah wieder an Cody, da dies bereits beim letzten Aufeinandertreffen passiert ist (That's So Suite Life of Hannah Montana). Hannah gibt Cody daraufhin die Tickets und Backstagepässe, was nach Bailey ein schönes Date werden wird.

### Teil 3: „Vom Pech verfolgt“
Episode 20 der dritten Staffel Hannah Montana
Hannah verliert während der Fahrt an Bord ihr Glücksfußkettchen, das sie von ihrer verstorbenen Mutter bekommen hat. Gemeinsam mit Lilly (Lola) versucht sie es zu finden, doch ohne Erfolg. Als sie herausfinden, dass London es hat, geht sie zu ihr und erzählt ihr, dass die Diamanten nicht echt sind, damit sie es wiederbekommt. Doch stattdessen wirft London es ins Meer. Hannah ist deprimiert. Da sie nun nur noch Pech hat, will sie das Konzert absagen. Doch nachdem ihr Vater sie wieder aufgemuntert und ihr eine neue Perücke besorgt hat, tritt sie doch auf und lädt Cody und Bailey auch noch zur After-Show-Party ein. Derweil erhalten Oliver, Jackson und Rico ein Paket für Robby Ray und wollen wissen was darin ist.

## Besetzung

### Hauptbesetzung

#### VonDie Zauberer vom Waverly Place
Staffel 2 Folge 25
| Rolle         | Darsteller           | Synchronsprecher     | Teil |
| ------------- | -------------------- | -------------------- | ---- |
| Alex Russo    | Selena Gomez         | Gabrielle Pietermann | 1–2  |
| Justin Russo  | David Henrie         | Patrick Roche        | 1–2  |
| Max Russo     | Jake T. Austin       | Maximilian Belle     | 1–2  |
| Harper Finkle | Jennifer Stone       | Farina Brock         | 1    |
| Jerry Russo   | David DeLuise        | Oliver Mink          | 1    |
| Theresa Russo | Maria Canals-Barrera | Kathrin Simon        | 1    |

#### VonZack & Cody an Bord
Staffel 1 Folge 21
| Rolle          | Darsteller    | Synchronsprecher | Teil |
| -------------- | ------------- | ---------------- | ---- |
| Zack Martin    | Dylan Sprouse | Robert Schmalz   | 1–3  |
| Cody Martin    | Cole Sprouse  | Robert Schmalz   | 1–3  |
| Mr. Moseby     | Phill Lewis   | Norman Matt      | 1–3  |
| London Tipton  | Brenda Song   | Magdalena Turba  | 1–3  |
| Bailey Pickett | Debby Ryan    | Rubina Kuraoka   | 1–3  |

#### VonHannah Montana
Staffel 3 Folge 20
| Rolle                              | Darsteller      | Synchronsprecher        | Teil |
| ---------------------------------- | --------------- | ----------------------- | ---- |
| Miley Ray Stewart (Hannah Montana) | Miley Cyrus     | Shandra Schadt          | 2–3  |
| Lilly Truscott (Lola Luftnagle)    | Emily Osment    | Marieke Oeffinger       | 2–3  |
| Oliver Oscar Oken                  | Mitchel Musso   | Johannes Wolko          | 3    |
| Robby Ray Stewart                  | Billy Ray Cyrus | Thomas Amper            | 3    |
| Jackson Rod Stewart                | Jason Earles    | Manuel Straube          | 3    |
| Rico Suave                         | Moisés Arias    | Tobias John von Freyend | 3    |

### Nebenbesetzung
| Rolle        | Darsteller           |
| ------------ | -------------------- |
| Kirby Morris | Windell Middlebrooks |
| Woody Fink   | Matthew Timmons      |

## Titellied
Für das Crossover wurde ein eigenes gut einminütiges Intro produziert. Es ist eine Remixversion der Openings und Songs der drei Serien. Das Opening beginnt mit Die Zauberer vom Waverly Place (gesungen von Selena Gomez), danach setzt Zack & Cody an Bord (gesungen von Steve Hampton und John Adair) und zum Schluss Hannah Montana (gesungen von Miley Cyrus) ein. Jedoch wurde das Intro in Deutschland nicht mit ausgestrahlt.